# Freeman (Labyrinth)
Freeman è il quinto album della Power/Progressive metal band Labyrinth, pubblicato nel 2005.

## Tracce
1. L.Y.A.F.H. – 4:26
2. Deserter – 5:03
3. Dive in Open Waters – 3:10
4. Freeman – 4:16
5. M3 – 4:10
6. Face and Pay – 5:27
7. Malcolm Grey – 6:02
8. Nothing New – 5:03
9. Infidels – 5:55
10. Meanings – 3:56

## Formazione
- Roberto Tiranti - voce
- Andrea Cantarelli - chitarra
- Pier Gonella - chitarra
- Cristiano Bertocchi - basso
- Andrea De Paoli - tastiere
- Mattia Stancioiu - batteria